# Aufidus malekulanus
Aufidus malekulanus är en insektsart som beskrevs av Victor Lallemand 1939. Aufidus malekulanus ingår i släktet Aufidus och familjen spottstritar. Inga underarter finns listade i Catalogue of Life.